# Olivet (Mayenne)
Olivet é uma comuna francesa na região administrativa da Pays de la Loire, no departamento de Mayenne. Estende-se por uma área de 9,97 km². Em 2010 a comuna tinha 424 habitantes (densidade: 42,5 hab./km²).